# Deir Maker
Deir Maker (tiếng Ả Rập:دير ماكر) là một ngôi làng Syria ở quận Qatana của tỉnh Rif Dimashq. Theo Cục Thống kê Trung ương Syria (CBS), Deir Maker có dân số 3.228 người trong cuộc điều tra dân số năm 2004.